# Enguerrand V de Coucy
Pour les articles homonymes, voir Enguerrand de Coucy.
Enguerrand de Guînes ou Enguerrand V de Coucy (mort après 1321), seigneur de Coucy, de Marle et de la Fère, d’Oisy et d’Havrincourt, de Montmirail, de Condé-en-Brie, de Châlons-le-Petit de Crépy, de Vervins, châtelain de Château-Thierry.

## Biographie
Enguerrand de Guînes est le fils du comte Arnould III de Guînes, seigneur d'Ardres (seigneurs d'Ardres), châtelain de Bourbourg (châtellenie de Bourbourg), et d'Alix de Coucy, fille d'Enguerrand III de Coucy et de Marie de Montmirail, vicomtesse de Meaux, dame de Montmirail, d'Oisy, de Condé, de La Ferté-Gaucher, de La Ferté-Ancoul, de Tresmes, etc. (fille héritière du bienheureux Jean de Montmirel, connétable de France).
À la suite de la mort d'Enguerrand IV de Coucy survenue le 20 mars 1311, sa sœur Alix, étant la seule héritière de la maison de Coucy, fit officiellement, en l'abbaye de Maubuisson, et en présence de Gaucher V de Châtillon, comte de Château-Porcien, connétable de France, le partage de ses biens entre deux de ses fils :
- Enguerrand V de Guînes-Coucy, son deuxième fils, reçut : les seigneuries de Coucy, de Marle et de La Fère, d’Oisy et d’Havrincourt, de Montmirail, de Condé-en-Brie, de Châlons-le-Petit, la châtellenie de Château-Thierry et l’hôtel de Coucy à Paris.
- Jean de Guînes dit de Coucy, frère cadet d'Enguerrand V, reçut les châtellenies de La Ferté-Gaucher, de La Ferté-Ancoul, la Vicomté de Meaux, les terres de Boissy, de Tresmes, de Bulleau (Bellot ? ; ou bienfaiteur, protecteur de Belleau ?) et de Romeny. De sa femme Jeanne, fille de Guillaume III Le Bouteiller de Senlis sire de Chantilly, il eut une fille :
  1. Jeanne de Guînes, qui hérita des titres paternels et fut la 1re épouse en 1323 de Gaucher VIII ou VI de Châtillon-Porcien-Fère et La Ferté-en-Ponthieu/-lès-Saint-Riquier, mort en 1377 : extinction de cette branche avec leur fils Gaucher de Châtillon, vicomte de Meaux, etc., mort jeune vers 1347.

Leur frère aîné Baudouin IV de Guînes, mort en 1293, continua les fiefs paternels de Guînes, Ardres et Bourbourg : le connétable Raoul de Brienne, comte d'Eu et de Guînes, était son petit-fils par sa mère Jeanne de Guînes, fille de Baudouin.
Les deux frères avaient au moins trois sœurs : Isabeau, x Gaucher, fils de Robert seigneur de Bazoches ; Alix, x vers 1271 Gauthier VII Berthout de Malines ; et Béatrix de Guînes, morte en 1297, abbesse de Blendecques.
Son père, alors qu'il était prisonnier des Anglais à la suite de la bataille de Walcheren (Westkapelle) en juillet 1253, dut vendre le comté de Guînes au roi Philippe le Hardi en 1285. Bien qu'il ne fût pas comte de Guînes, Enguerrand continua de porter les armes, « vairé d'or et d'azur, au chef d'azur à trois fleurs de lys d'or », de son père Arnould III (contrairement à son propre fils Guillaume qui adopta celles de Coucy : « fascé de vair et de gueules »). 
En 1318, il fut l’un des seigneurs qui prit ouvertement le parti de Mahaut, comtesse d’Artois contre son neveu et compétiteur, Robert.  
Il est mort après l'an 1324, il fut inhumé en l'abbaye de Prémontré.

## Généalogie
Enguerrand de Guînes épousa en 1280 Christiane (Christine, Chrétienne) de Bailleul/Balliol, dite de Lindesay, cousine du roi d’Ecosse Alexandre (de la Maison de Dunkeld), cousin d’Enguerrand et dans la cour duquel il avait été élevé. Elle était par sa mère Ada, l'héritière de Bailleul-en-Vimeu et la nièce de Jean de Bailleul, roi d’Écosse (Ada et ledit roi Jean : deux enfants de Jean de Balliol et de sa femme Derborgail de Galloway d'Écosse-Huntingdon) ; par son père William de Lindsey/Lyndesey, lord de Lamberton (Berwickshire), elle descendait de la première famille de Lancastre, lords de Kendal. 
Descendance :
- Guillaume Ier de Coucy (vers 1288-1336), seigneur de Coucy, de Marle, de La Fère, d'Oisy, de Montmirail (Henri IV en descend) ; succession aussi de La Ferté-Gaucher et Bailleul dans sa postérité
- Enguerrand (vers 1295-1344), vicomte de Meaux, seigneur de Condé, La Ferté-Ancoul, Tresmes et Belonnes, et sire d'Autrêches ; x 1o vers 1324 Marie, fille de Philippe II de Vianden de Rumpst d'Escornaix et veuve de Guillaume II de Flandre-Termonde ; puis 2o vers 1343 Allemande, fille du chancelier Guillaume Flote de Revel, qui, veuve, se remaria vers 1350 pour devenir la 2e femme de Gaucher VIII - VI de Châtillon ci-dessus. De Marie de Vianden, il eut : 
  - Philippe de Coucy-Meaux, mort vers 1350, qui hérita des fiefs paternels et maria vers 1344 Jeanne Le Flamenc de Cany (arrière-petite-fille du maréchal Raoul V), d'où deux vicomtesses de Meaux, dames de Condé et La Ferté : - Aliénor/Eléonore († 1371 ; x Michel II de Ligne), et - Jeanne/Isabeau de Châtillon-Meaux († 1368 ; x 1360 Jean II ou III de Châtillon-Porcien, sire de Châtillon, † 1416), les deux morts sans postérité.
  - Philippe avait deux sœurs : Marie de Condé, x vers 1345 Gaucher de Châtilllon-Porcien-Rozoy et Clacy, vidame de Laon, mort vers 1355. Postérité par leurs trois filles : Marie de Clacy et Laon, x Jean de Craon-Domart et Bernaville ; Isabeau, x 1o vers 1362 Mathieu III de Roye-Guerbigny, et 2o Guillaume II Cassinel de Pomponne et Romainville ; et Jeanne de Rozoy, x Pierre de Craon : Henri IV en descend,
  - et Jeanne de Châtillon-Meaux dame d'Autrêches, morte en 1363, dont la descendance héritera en 1371 des fiefs familiaux : elle avait épousé en 1351 Jean Ier de Béthune-Locres[4][source insuffisante], d'où la suite des vicomtes de Meaux, seigneurs de Condé, La Ferté-Ancoul/-sous-Jouarre, Tresmes et Autrêches (Henri IV en descend, comme d'ailleurs Sully).
- Baudouin, mort jeune
- Robert (? -1369), seigneur de La Ferté-Gaucher, chanoine et chantre de l'église de Cambrai, prévôt de Notre-Dame de Cambrai (à sa mort, La Ferté-Gaucher fera retour à la postérité de son frère aîné Guillaume ci-dessus, et sera associée à Montmirail). En 1322, Enguerrand de Guînes, seigneur de Coucy et de Montmirail, donne, à la demande de sa sœur Aélis de Guînes, veuve de Berthout, seigneur de Malines, à son fils Robert de Guînes, chanoine de Notre-Dame de Cambrai, un fief qui lui était échu de son cousin Baudouin de Moringhem[5].
- Mechtilde, épouse de Jean de Luxembourg-Ligny ?
- Marie (?-1335).